# Джорджиан Бей
Джорджиан Бей (на английски: Georgian Bay; на френски: Baie Georgienne) е голям залив на езерото Хюрън в южно Онтарио. Той е отделен от езерото от полуостров Брус и остров Манитулин. Свързан е с Горното езеро чрез Северния канал, минаващ между остров Манитулин и северния бряг на залива. Протока между остров Манитулин и полуостров Брус се нарича Главен канал, широк около 25 км. Заливът се свързва и с езерото Онтарио чрез езерото Симко и река Нотоуасага.
Западния бряг на залива е съставен от меки варовикови скали, докато източния бряг е набразден от твърдите скали на Канадския щит. Затова източната брегова линия е разчленена на многобройни заливи и канали, и множество острови, а по югозападния бряг са пръснати множество пясъчни плажове.
Етиен Брюле вероятно е първият европеец, който посещава залива още през 1610 г. През 1615 г. той е посетен от Самюел дьо Шамплейн, който идва тук, за да се срещне с хуроните.
Първоначално заливът е наречен езеро Манитулин от капитан Уилям Оуен през 1815 г., когато той идва да изследва района. По-късно заливът е определен като част от езерото Хюрън и е кръстен на крал Джордж четвърти. През 1868 г. районът е отворен за заселване, но почвата е неблагоприятна за селско стопанство и не привлича много заселници. От края на 19 век се развиват силно дърводобива и рибната промишленост. До началото на 20 век по-голямата част от горите са изсечени и дърводобивът и дървообработващата промишленост замират. Днес основна индустрия на района е туризма.